# Distretto di Hrodna
Il distretto di Hrodna (in bielorusso Гродзенскі раён?) è un distretto (raën) della Bielorussia appartenente alla regione di Hrodna.